# Merricks North
Merricks North är en del av en befolkad plats i Australien. Den ligger i kommunen Mornington Peninsula och delstaten Victoria, omkring 60 kilometer söder om delstatshuvudstaden Melbourne.
Trakten är tätbefolkad. Närmaste större samhälle är Mornington, omkring 15 kilometer norr om Merricks North. 
Genomsnittlig årsnederbörd är 1 251 millimeter. Den regnigaste månaden är maj, med i genomsnitt 154 mm nederbörd, och den torraste är januari, med 51 mm nederbörd.